# Ponte (Italia)
Ponte è un comune italiano di 2 406 abitanti della provincia di Benevento in Campania.

## Geografia fisica
Ponte ha una superficie agricola utilizzata aggiornata all'anno 2000 di 894,37 ha (Camera di Commercio di Benevento, dati e cifre maggio 2007).
Fa parte della Regione Agraria n. 4 - Colline del Calore Irpino Inferiore.
La sua estensione media in altitudine è di 431 m con una minima di 69 m s.l.m. e una massima di 500 m s.l.m.

## Storia
Con molta probabilità il nome della cittadina deriverebbe da un ponte in pietra costruito dai romani sul corso del torrente Alenta, i cui resti sono ancora oggi visibili.
Il territorio comunale di Ponte è stato oggetto di numerosi ritrovamenti archeologici, in prevalenza delle monete di età romana. In località San Barbato è stata rinvenuta una fibula sannitica oggi conservata al museo del Sannio. La fibula, in bronzo, presenta l'ardiglione mobile e deriva da prototipi dell'ultima età micenea rinvenuti a Creta e a Cipro.
Non si hanno notizie scritte sino al 980 d.C. quando il lucus di Ponte Sancte Anastasie compare in una concessione del principe longobardo Pandolfo Testadiferro all'abate dei Santi Lupolo e Zosimo di Benevento.
Intorno all'anno 1000 venne edificato l'attuale centro abitato, stretto intorno ad un castello che nel 1087 divenne proprietà di Baldovino il Normanno, vassallo del conte Rainulfo.
Il feudo di Ponte divenne poi proprietà dei Fenucchio, dei Sanframondo, dei Caracciolo ed infine, dal 1585, dei Sarriano che lo tennero sino all'abolizione del feudalesimo avvenuta nel 1806.
Nel 1266 fu occupato dalle truppe di Carlo I d'Angiò prima di dirigersi a Benevento dove si scontrò con Manfredi di Svevia.
Nel quadriennio 1743-46 il suo territorio fu soggetto alla giurisdizione del regio consolato di commercio di Ariano, nell'ambito della provincia di Principato Ultra.
Il 12 giugno 1829 perse la propria autonomia venendo unito a Casalduni.
Il 29 novembre 1892 fu distaccato da Casalduni per essere unito a Paupisi.
Nella seconda metà del 1800 i pontesi iniziarono una lunga battaglia per l'autonomia. Il relativo progetto di legge (atto C.1429 del 7 giugno 1913), presentato e sostenuto in Parlamento dai deputati Antonio Venditti e Leonardo Bianchi, ottenne parere favorevole e Ponte poté diventare comune autonomo.

## Monumenti e luoghi d'interesse

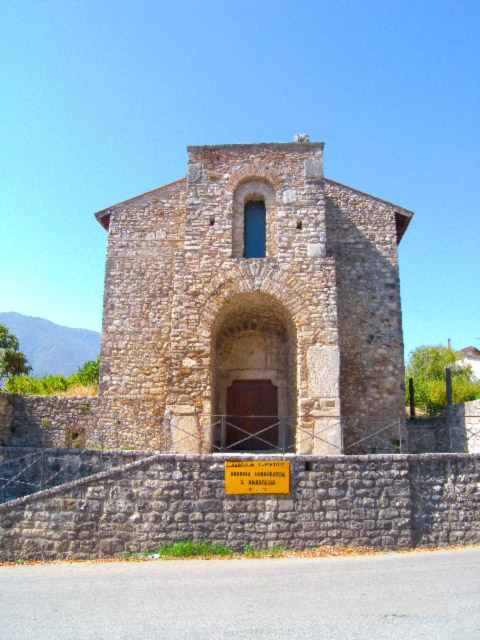
L'abbazia di Sant'Anastasia

### Architetture religiose
- Abbazia di Santa Anastasia: risalente all'VIII secolo venne edificata su una struttura di epoca romana lungo la via Latina, nei pressi del fiume Calore. Donata nel 980 al monastero dei Santi Lupolo e Zosimo di Benevento[senza fonte], venne successivamente donata dall'imperatore Lotario II di Supplimburgo all'abbazia di Montecassino con diploma del 1137. Sede parrocchiale sino al 1569, è stata vittima di un periodo di decadenza per poi essere stata restaurata nel 1980 a cura della Sovrintendenza che l'ha dichiarata monumento nazionale. Al suo interno è stata scoperta una tomba di un guerriero dotata di un corredo funebre.[6]
- Chiesa del Santissimo Rosario: venne edificata nel 1596 dall'omonima confraternita, a poca distanza dal castello. Al suo interno sono conservate diverse opere artistiche come un piatto cesellato in ottone, una statua lignea raffigurante il Cristo (XVIII secolo) e alcune tracce di affreschi.
- Cappella di San Dionisio: di proprietà privata, è un'antica architettura religiosa che dipendeva dall'abbazia di Santa Anastasia. La chiesetta è stata costruita con l'uso di materiale lapideo di epoca romana ed è dotata di un dipinto raffigurante san Dionigi Martire, vescovo di Parigi.
- Chiesa Madre di Santa Generosa Martire: costruita in stile moderno, è stata inaugurata il 20 febbraio 1966.

### Architetture militari
- Castello: dell'antico castello, citato per la prima volta nel 1087, restano solo le torri cilindriche angolari che nel corso dei secoli hanno subito numerosi rifacimenti.

## Società

### Evoluzione demografica
Abitanti censiti

### Etnie e minoranze straniere
Gli stranieri residenti a Ponte al 1º gennaio 2021 sono 158 e rappresentano il 6,4% della popolazione residente. La comunità straniera più numerosa è quella marocchina, che conta 98 persone.

## Cultura

### Eventi
Il patrono è san Giovanni Nepomuceno dall'8 aprile 1740. La festa patronale si tiene nel mese di maggio nella chiesa del Santissimo Rosario.

## Infrastrutture e trasporti
Il comune è servito dalla stazione di Ponte-Casalduni ed è collegato a Benevento da alcune linee di autobus.

## Amministrazione
| Periodo         | Periodo          | Primo cittadino                   | Partito                                                 | Carica                  | Note |
| --------------- | ---------------- | --------------------------------- | ------------------------------------------------------- | ----------------------- | ---- |
| 24 marzo 1946   | 17 dicembre 1987 | Domenico Ocone                    | Partito Liberale Italiano                               | Sindaco                 |      |
| 19 gennaio 1988 | 3 febbraio 1999  | Giovanni Caporaso                 | Partito Liberale Italiano, Centro Cristiano Democratico | Sindaco                 |      |
| 4 febbraio 1999 | 14 giugno 1999   | Floriana Maturi                   |                                                         | Commissario prefettizio |      |
| 14 giugno 1999  | 8 giugno 2009    | Mario Meola                       | Liste civiche di centro-sinistra                        | Sindaco                 |      |
| 8 giugno 2009   | 25 maggio 2014   | Domenico Rosario Gennaro Ventucci | Il Popolo della Libertà                                 | Sindaco                 |      |
| 26 maggio 2014  | 9 maggio 2017    | Mario Meola                       | Lista civica                                            | Sindaco                 |      |
| 9 maggio 2017   | 11 giugno 2018   | Olimpia Cerrata                   |                                                         | Commissario prefettizio |      |
| 11 giugno 2018  | 15 maggio 2023   | Marcangelo Fusco                  | Lista civica                                            | Sindaco                 |      |
| 15 maggio 2023  | in carica        | Antonio Caporaso                  | Lista civica                                            | Sindaco                 |      |